# Endrosa tristis
Endrosa tristis är en fjärilsart som beskrevs av Thomann 1951. Endrosa tristis ingår i släktet Endrosa och familjen björnspinnare. Inga underarter finns listade i Catalogue of Life.